# U-28 (1936)
U-28 — средняя немецкая подводная лодка типа VIIA, времён Второй мировой войны.

## История
Заказ на постройку субмарины был отдан 1 апреля 1935 года. Лодка была заложена 2 декабря 1935 года на верфи АГ Везер в Бремене под строительным номером 909, спущена на воду 14 июля 1936 года. Лодка вошла в строй 12 сентября 1936 года под командованием капитан-лейтенанта Вильгельма Амброзиуса.

## Командиры
- 12 сентября 1936 года — 1 ноября 1938 года капитан-лейтенант Вильгельм Амброзиус
- 1936/37 — 30 сентября 1937 года Ганс-Гюнтер Лоофф
- 28 октября 1938 года — ноябрь 1938 года обер-лейтенант цур зее Фриц-Юлиус Лемп (кавалер Рыцарского железного креста)
- 28 октября 1938 года — 16 ноября 1940 года капитан-лейтенант Гюнтер Кунке (кавалер Рыцарского железного креста)
- 16 ноября 1940 года — 11 февраля 1941 года обер-лейтенант цур зее Фридрих Гуггенбергер (кавалер Рыцарского железного креста)
- 12 февраля 1941 года — 21 июня 1941 года Гейнрих Ратч
- 22 июня 1941 года — 20 марта 1942 года Герман Экхардт
- 1 июля 1942 года — 30 ноября 1942 года обер-лейтенант цур зее Карл-Гейнц Марбах (кавалер Рыцарского железного креста)
- 1 декабря 1942 года — июль 1943 года обер-лейтенант цур зее Уве Кристиансен
- июль 1943 — 1 декабря 1943 года оберлейтенант цур зее Эрих Кремпль
- 2 декабря 1943 года — 17 марта 1944 года обер-лейтенант цур зее Дитрих Заксе

## Флотилии
- 12 сентября 1936 года — 31 августа 1939 года — 2-я флотилия
- 1 сентября 1939 года — 31 декабря 1939 года — 2-я флотилия
- 1 января 1940 года — 9 ноября 1940 года — 2-я флотилия
- 10 ноября 1940 года — 30 ноября 1943 года — 24-я флотилия (учебная)
- 1 декабря 1943 года — 17 марта 1944 года — 22-я флотилия (учебная)

## Боевой путь
Лодка совершила 6 боевых походов, потопила одно судно водоизмещением 42 252 брт и один вспомогательный военный корабль водоизмещением 4 443 брт, повредила 2 судна суммарным водоизмещением 10 067 брт. Невосстановимо повредила 1 судно водоизмещением 9 577 брт.

### 1-й поход
С 19 августа по 29 сентября 1939 U-28 выходила в свой первый поход. 14 сентября 1939, обходя губу в проливе Святого Георга потопила британское грузовое судно MV Vancouver City (5000т), которое стало её единственным успехом в этом походе.

### 2-й поход
С 8 ноября по 12 декабря 1939 состоялся второй поход U-28. В этом походе лодке были даны инструкции установить минное поле возле порта города Суонси. По пути в Бристоль U-28 потопила два судна: датский (по другим данным Нидерландский) танкер MV Sliedrecht (5000т) и британское грузовое судно SS Royston Grange (5100т). После этого U-28 установила минное поле и вернулась в порт в Германии. Хотя минные поля и не имеют немедленного успеха, но 60 дней спустя на нем подорвалось британское грузовое судно SS Protesilaus (9600т), которое было вынуждено выброситься на берег и, в результате, было признано невосстановимым.

### 3-й поход
С 18 февраля по 25 марта 1940 U-28 выходила в третий поход. Субмарина имела задачу постановки минного поля возле британской военно-морской базы в Портсмуте. После постановки мин она потопила два корабля: греческое грузовое судно SS P Margaronis и нидерландский танкер MV Eulota (суммарно 11200т).

### 4-й поход
С 8 июня по 7 июля 1940 состоялся четвёртый поход U-28. Она была отправлена в Западные подходы и вернулась со средними показателями, потопив 3 судна: финское грузовое судно SS Sarmatia, греческое SS Adamandios Georgandis и британское судно-обманка HMS Prunella (X02) (суммарно 10300т). Ирландское правительство потребовало объяснений от Германии за потопление нейтрального греческого судна SS Adamandios Georgandis: "Весь груз которого составляло зерно исключительно для потребления на острове Эре". Оно направлялось из Росарио (Аргентина) в Корк с грузом пшеницы, когда было торпедировано и потоплено к юго-западу от Ирландии в районе с координатами 43°21′ с. ш. 11°09′ з. д..

### 5-й поход
С 11 августа по 17 сентября 1940 U-28 выходила в пятый поход и он оказался самым продуктивным для капитан-лейтенанта Гюнтера Кунке (нем. Kapitänleutnant Günter Kuhnke. В августе субмарина торпедировала и уничтожила два грузовых судна: норвежское SS Eva (тяжело повредив его, в результате судно выбросилось на мель и не восстанавливалось) и британское SS Kyno (суммарно 5500брт). 10 сентября U-28 обнаружила и начала преследование конвоя OA-210. 11 сентября в темноте U-28 атаковала конвой и увеличила свой счет на два уничтоженных больших грузовых судна: британское SS Mardinian и датское SS Maas (13000брт каждое), а также нанесла тяжелые повреждения британскому SS Harpenden (было заявлено как неремонтопригодное, однако было отремонтировано и возвращено в строй в 1941 как SS Empire Stour.) (10000т), доведя суммарный счет Кунке за поход до пяти судов и 30000т. Однако во время послевоенного анализа датское грузовое судно дало ему всего 2000т, а поврежденное британское - 4700т, что, в совокупности с предыдущими потоплениями, сократило его счет до четырёх кораблей и 9945т. По возвращении в Лорьян за свою службу Кунке был награждён Железным крестом.

### 6-й поход
Шестой поход U-28 вернул её из Лорьяна в Германию. Однако по причине сильного волнения и плохой погоды, U-28 потопила всего лишь половину корабля (2694т). (U-28 и U-31 поделили счет за потопление грузового судна SS Matina).
15 ноября 1940 лодка вернулась в Германию и была передана учебной команде. Гюнтеру Кунке была передана под командование U-125.

## Судьба
U-28 потоплена 17 марта 1944 года у пирса подводных лодок в Нойштадте, в районе с координатами 54°07′ с. ш. 10°50′ в. д. в результате происшествия. Во время тренировочных упражнений лодка проходила под макетом грузового судна, используемого как цель. Командир-студент не заметил неподвижный корабль, и, в результате рубка подводной лодки была оторвана. Центральный пост был затоплен, однако остальные отсеки не пострадали. Команда смогла спастись медленно выравнивая давление в лодке и выплыть на поверхность. Поднята в марте 1944 года. Списана 4 августа 1944 года. За время службы команда подводной лодки не потеряла ни одного человека.

## Волчьи стаи
U-28 входила в состав следующих «волчьих стай»:
- Прин 12 июня — 15 июня 1940 года
- безымянная 19 октября — 20 октября 1940 года

## Атаки на лодку
- 13 ноября 1940 года U-28 встретила вражескую субмарину в Северной Атлантике. Были зафиксированы два взрыва за кормой, предположительно явившиеся результатом её безуспешной атаки на U-28.

## Потопленные суда
| Дата             | Тип                        | Название              | Тоннаж (брт) | Груз                                  | Государство флага | Статус    | Примечание         | Координаты                |
| ---------------- | -------------------------- | --------------------- | ------------ | ------------------------------------- | ----------------- | --------- | ------------------ | ------------------------- |
| 14 сентября 1939 | грузовое судно             | Vancouver City        | 4 955        | 8400 тонн сахара                      | Великобритания    | потоплен  |                    | 51°23′ с. ш. 7°03′ з. д.  |
| 17 ноября 1939   | танкер                     | Sliedrecht            | 5 133        | 6638 тонн бензина, керосина и газойля | Нидерланды        | потоплен  |                    | 56°00′ с. ш. 11°19′ з. д. |
| 25 ноября 1939   | грузовое судно             | Royston Grange        | 5 144        | генеральный груз, зерно               | Великобритания    | потоплен  | конвой SL-8B       | 49°15′ с. ш. 9°00′ з. д.  |
| 21 января 1940   | грузовое судно             | Protesilaus           | 9 577        | в балласте                            | Великобритания    | потоплен  | подорвался на мине | 51°31′ с. ш. 4°04′ з. д.  |
| 9 марта 1940     | грузовое судно             | P Margaronis          | 4 979        | в балласте                            | Греция            | потоплен  |                    | 48°51′ с. ш. 6°55′ з. д.  |
| 11 марта 1940    | танкер                     | Eulota                | 6 236        | в балласте                            | Нидерланды        | потоплен  |                    | 48°35′ с. ш. 8°22′ з. д.  |
| 18 июня 1940     | грузовое судно             | Sarmatia              | 2 417        | в балласте                            | Финляндия         | потоплен  |                    | 49°04′ с. ш. 12°05′ з. д. |
| 19 июня 1940     | грузовое судно             | Adamandios Georgandis | 3 443        |                                       | Греция            | потоплен  |                    | 49°35′ с. ш. 11°15′ з. д. |
| 21 июня 1940     | судно-ловушка для субмарин | HMS Prunella          | 4 443        |                                       | Великобритания    | потоплен  |                    | 49°44′ с. ш. 8°52′ з. д.  |
| 27 августа 1940  | грузовое судно             | Eva                   | 1 599        | 1750 тонн леса                        | Норвегия          | потоплен  | конвой SC-1        | 57°48′ с. ш. 11°51′ з. д. |
| 28 августа 1940  | грузовое судно             | Kyno                  | 3 946        | 4499 тонн генерального груза          | Великобритания    | потоплен  | конвой HX-66       | 58°06′ с. ш. 13°26′ з. д. |
| 9 сентября 1940  | грузовое судно             | Mardinian             | 2 434        | 3500 тонн смолы                       | Великобритания    | потоплен  | конвой SC-2        | 56°37′ с. ш. 9°00′ з. д.  |
| 11 сентября 1940 | грузовое судно             | Harpenden             | 4 678        | в балласте                            | Великобритания    | повреждён | конвой OA-210      | 55°34′ с. ш. 15°56′ з. д. |
| 11 сентября 1940 | грузовое судно             | Maas                  | 1 966        | в балласте                            | Нидерланды        | потоплен  | конвой OA-210      | 55°34′ с. ш. 15°56′ з. д. |
| 26 октября 1940  | грузовое судно             | Matina                | 5 389        | 1500 тонн бананов                     | Великобритания    | повреждён |                    | 57°30′ с. ш. 16°31′ з. д. |